# Filha mais velha da Igreja

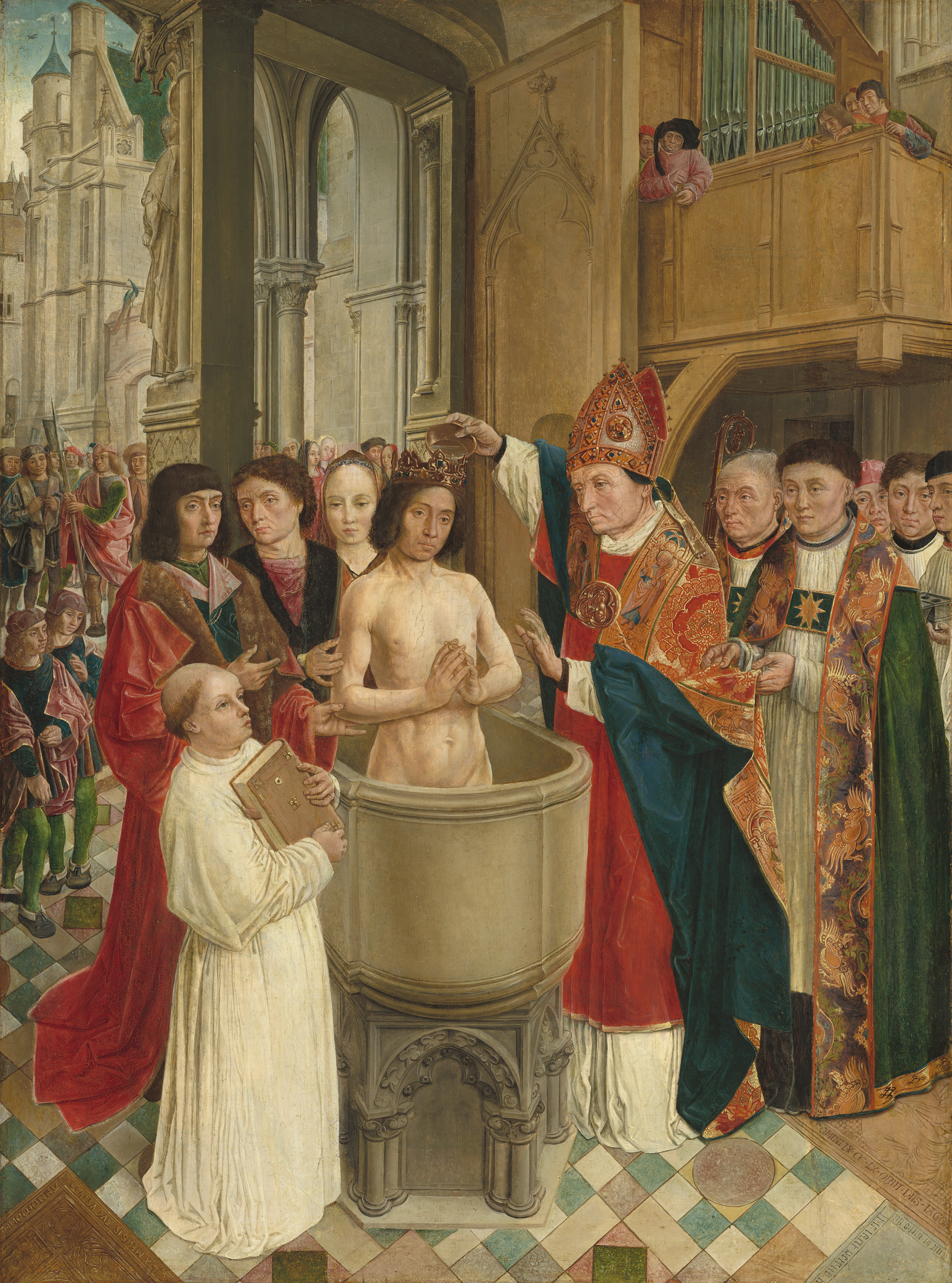
Desde o batismo de Clóvis, os reis da França receberam o título, historicamente falando erroneamente, de "filha mais velha da Igreja".

Filha mais velha da Igreja (em francês:  Fils aîné de l'Église) é um título que foi usado sistematicamente pelos reis da França a partir de Carlos VIII em referência ao batismo de Clóvis, o primeiro rei batizado na fé nicena. A fórmula foi então aplicada ao reino da França no século XVI e mais tarde à França republicana no século XIX. A expressão “França, filha mais velha da Igreja" é atestada pela primeira vez durante o "Discurso sobre a vocação da nação francesa" pronunciado em 14 de fevereiro de 1841 pelo padre dominicano Henri-Dominique Lacordaire na Catedral de Notre-Dame de Paris, evocando a ligação entre o conde de Marnes então no exílio e a sua filiação à Igreja. O título de Filha Mais Velha da Igreja pode ser comparado ao de Sua Majestade Cristianíssima, também específico do Rei da França.

## História
Vários autores estudaram as origens desta designação. A afirmação de uma filiação espiritual que liga o Rei da França à Igreja Católica remonta à época carolíngia, mas a sua sistematização, bem como a transmissão desta filiação à França como nação, remonta ao Renascimento com os historiadores a quererem sublinhar a dimensão religiosa na definição e legitimação do poder real.

## Uso contemporâneo

### Por líderes políticos
Após a Segunda Guerra Mundial, vários líderes políticos adotaram esta noção durante as relações da França com o Papado.
- René Coty em 13 de maio de 1957 durante o encontro com Pio II;[2]
- Charles De Gaulle durante sua visita a João XXIII em 27 de junho de 1959;[2]
- Jacques Chirac recebido por João Paulo II em 20 de janeiro de 1996;[2]
- Nicolas Sarkozy dirigindo-se a Bento XVI em 20 de dezembro de 2007,[2][3] um discurso que provocou reações críticas.[4][5][6]

### Por papas

#### Papa João Paulo II

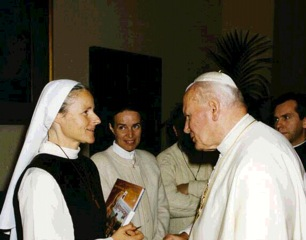
Encontro da missionária francesa Irmã Emmanuelle Maillard e do Papa João Paulo II.

Durante a primeira viagem apostólica de João Paulo II à França, o Papa dirigiu-se aos bispos reunidos em Le Bourget, na homilia de 1 de junho de 1980, com as seguintes palavras: "França, filha mais velha da Igreja, você é fiel às promessas do seu batismo?". Ligado a esta vocação especial, o Papa João Paulo II regressou à França em 1996 para o aniversário do batismo de Clóvis e em 2004, apesar das controvérsias. Em 1996, não reutilizou a expressão, talvez porque lhe tenha sido apontado que carecia de fundamento histórico.

#### Papa Francisco
Durante o encontro com os jovens das bandas católicas Glorious e Hopen, o Papa Francisco recordou que se a França era “a filha mais velha da Igreja”, talvez “não fosse a mais fiel”. Por isso, ele convida os jovens franceses a partilhar novamente a alegria do Evangelho.
Em 15 de novembro de 2015, concluiu um Angelus com um discurso à França afetada pelos ataques pedindo à "Virgem Maria": "protege e vela pela querida nação francesa, filha mais velha da Igreja, pela Europa e pelo mundo inteiro."